# ФК Филкјир
ФК Филкјир (исл. Fylkir) исландски је фудбалски клуб из Рејкјавика, који се такмичи у Првој лиги Исланда. Играју на стадону Fylkismenn у Рејкјавику, који је капацитета 4.000 места.

## Историја
Клуб је основан 28. маја 1967. године у новом предграђу Рејкјавика Árbær. Основала га је група младих ентузијаста и фудбалера који су желели да тренирју и играју фудбал у свом комшилуку. Од самог почетка клуб је ставио нагласак на рад са омладином и првих година Филкир није имао сениорски тим. Оригинални назив клуба био је КСА (Кнаттспирнуфелаг Селасс ог Арбӕјар), али је касније промењено у Филкир.
Сениорски тим је заиграо у домаћој конкуренцији 1972 и те годинме је био други у 3. лиги што није било довољно за пласман у 2. лигу и још пет узастопних година, тим је играо у 3. лиги. Свих ових година Филкир био на ивици пласмана, али то није остварио све до 1977. Филкир је постигао пласман у 2. лигу после одиграног историјског финала у 3. дивизији. У том финалу Филкирје је играо са својим Б тимом, јер је већина из стандардне једанаесторице отишао у Шпанију на пре раније плаћени годишњи одмор!
Наредних шест година, Филкир игра у 2. лиги, а само једном су близу пласмана у виши ранг. Од 1984 до 1988, Филкир вибрира између Друге и Треће лиге. Године 1989. Филкир игра своју прву сезону у Првој лиги. Сезона је била неуспешна јер је заузимањем деветог места поново испала. 
Следећи пласман био је 1993, а затим 1996. У оба случаја историја се поновила, заузимали су девета места и после једне сезоне опет испадали у 2. лигу.
Четврти пут се пласирао у виши ранг 1999. који се тада звао Премијер лига. Године 2001. је први пут освојио Исландски куп и обезбедио свој први пласману европска такмичења. У УЕФА купу 2001/02., Филкир своју прву званичну међународну утакмицу у квалификацијама игра против пољског Погона из Шчећина и победио код куће са 2:1, а у гостима је играо нерешено 1:1, голом у последњој минути и тако укупним резултаом 3:2 пласирао се у прво коло УЕФА купа. Противник му је била екипа Роде из Холандије и изгубио обе утакмице у годтима 0:3, а код кућу 1:3. и тако је завршила европска авантура Фалкира.
Филкир је у сезони 2002. поново освојио куп, па је опет играо у Европи. Протиник му је био Екселзиор из Мускрона у Белгији После нерешеног код куће 1:1 у гостима је изгубио са 1:3, и испао из даљег такмичења. Без већих успеха о међунеоднох такмичења учествовао је у УЕФА куп 2003/04. и Интертото купу 2004. и 2008. године.
Освајањем треће места у сезони 2009. Филкир се први пут пласира у УЕФА Лигу Европе 2010./11.

## Успеси клуба

### Куп Исланда у фудбалу
Победник 2 пута2001. и 2002.

## ФК Фалкир у европским такмичењима
| Сезона  | Такмичење        | Резултат   | Држава     | Екипа          | Домаћин | Гост | УЕФА коеф. |
| ------- | ---------------- | ---------- | ---------- | -------------- | ------- | ---- | ---------- |
| 2001/02 | УЕФА куп         | кв         | Пољска     | Погоњ          | 2:1     | 1:1  | 1,5        |
|         |                  | 1 коло     | Холандија  | Рода           | 0:3     | 1:3  | 1,5        |
| 2002/03 | УЕФА куп         | кв.        | Белгија    | Ексцелзиотр    | 1:1     | 1:3  | 0,5        |
| 2003/04 | УЕФА куп         | кв.        | Шведска    | АИК            | 0:1     | 0:0  | 0,5        |
| 2004    | Интертото куп    | 1 коло     | Белгија    | Гент           | 1:2     | 0:1  | 0,0        |
| 2008    | Интертото куп    | 1 коло     | Летонија   | Рига           | 2:1     | 0:2  | 0,0        |
| 2010/11 | УЕФА Лига Европе | 1 коло кв. | Белорусија | Торпедо Жодино |         |      |            |

Укупно УЕФА коефицијент 2,5

### Збирни европски резултати
Стање 20. јун 2010.
| Такмичење             | ИГ. | Д | Н | ИЗ. | ГД | ГП  |
| --------------------- | --- | - | - | --- | -- | --- |
| Лига шампиона         | 0   | 0 | 0 | 0   | 0  | 0   |
| Куп победника купова  | 0   | 0 | 0 | 0   | 0  | 0   |
| УЕФА Лига Европе      | 8   | 1 | 3 | 4   | 6  | 13  |
| Интертото куп         | 4   | 1 | 0 | 3   | 3  | 6   |
| Укупно УЕФА такмичења | 12  | 2 | 3 | 7   | 9  | 19. |